# Latarnia morska St Bees
Latarnia morska St Bees – latarnia morska położona na półwyspie St Bees Head, około 4 kilometry na północny zachód od wsi St Bees, Kumbria. 
Pierwsza latarnia została zbudowana w tym miejscu w 1718 roku przez Thomasa Lutwigea, który zobowiązał się płacić Trinity House 20 funtów rocznie przez okres 99 lat za licencję na jej prowadzenie. Lutwige zbudował okrągłą wieżę o wysokości 9 metrów i średnicy 5 metrów. Utrzymywał latarnie pobierając opłatę trzech półpensówek (Halfpenny) od zawijających do pobliskich portów Whitehaven, Maryport oraz Workington. Latarnia była oświetlana światłem ze spalonanego węgla.
W 1822 roku latarnia uległa spaleniu. Była to ostatnia w Wielkiej Brytanii latarnia, w której światło otrzymywano ze spalania węgla. W tym samym roku Trinity House zbudowała nową kamienną latarnię o wysokości 17 metrów. Jej projektantem był Joseph Nelson. W okresie II wojny światowej lokalne oddziały Home Guard ćwiczyły odbicie latarni z rąk Niemców uważano, że latarnia może być strategicznym punktem, który może być zajęty w czasie spodziewanej inwazji sił niemieckich. Latarnia została zautomatyzowana w 1987 roku.